# Timmiarmiit
Timmiarmiit är en ö i Grönland (Kungariket Danmark).   Den ligger i kommunen Sermersooq, i den södra delen av Grönland. Arean är 230 kvadratkilometer.
Terrängen på Timmiarmiit är kuperad. Öns högsta punkt är 1 290 meter över havet. Den sträcker sig 15,6 kilometer i nord-sydlig riktning, och 30,3 kilometer i öst-västlig riktning.